# Alessandro Tonelli
Alessandro Tonelli (Brescia, 29 maggio 1992) è un ciclista su strada italiano che corre per il Team Polti VisitMalta. Professionista dal 2015, ha vinto una tappa alla Volta a la Comunitat Valenciana 2024.

## Carriera
Originario di Bornato, nella categoria Under-23 gareggia per una stagione con la Gavardo Tecmor e per tre con la Zalf-Euromobil-Désirée-Fior, vincendo al quarto anno, nel 2014, due classiche toscane di categoria, la Coppa Fiera di Mercatale e il Trofeo Matteotti - Marcialla.
Professionista dal 2015 con la Bardiani-CSF di Roberto Reverberi, conquista la prima vittoria in carriera il 20 aprile 2018, in occasione della quarta tappa del Tour of Croatia. Nello stesso anno corre il suo primo Giro d'Italia e conclude secondo in una frazione del Tour of Britain, alle spalle del solo Cameron Meyer. Nel 2020 partecipa al suo secondo Giro d'Italia, portandolo a termine in 51ª posizione.

## Palmarès
- 2009 (Juniores)

Trofeo Emilio Paganessi
- 2013 (Zalf-Désirée-Fior under-23)[7]

Gran Premio Madonna del Carmine
Trofeo Bruno e Carla Caldirola - Viguzzolo
- 2014 (Zalf-Désirée-Fior under-23)[2]

Coppa Fiera di Mercatale
Trofeo Matteotti - Marcialla
Gran Premio Sportivi di San Vigilio di Concesio
Memorial Morgan Capretta
- 2018 (Bardiani, una vittoria)

4ª tappa Tour of Croatia (Ortopula > Cirquenizza)
- 2024 (VF Group-Bardiani CSF-Faizanè, una vittoria)

1ª tappa Volta a la Comunitat Valenciana (Benicàssim > Castellón de la Plana)

## Piazzamenti

### Grandi Giri
- Giro d'Italia

2018: non partito (15ª tappa)
2020: 51º
2022: 52º
2023: 42º
2024: 41º
2025: 48º

### Classiche monumento
- Milano-Sanremo

2016: 177º
2018: 114º
2019: 158º
2020: 117º
2021: 106º
2022: 67º
2023: 101º
2024: 66º
- Giro di Lombardia

2015: 66º
2017: ritirato
2018: 84º
2022: 93º
2023: ritirato

### Competizioni europee
- Campionati europei

Nyon 2014 - In linea Under-23: 49°